# Ponadczasowe Opowieści z Hallmarku
Ponadczasowe Opowieści z Hallmarku / Wiecznie ciekawe bajki (ang. Timeless Tales from Hallmark) – serial animowany przedstawiający adaptacje bajek wyprodukowanych przez Hanna-Barbera i Hallmark Cards prezentowanych przez Olivię Newton-John. Serial przedstawia wybrane adaptacje baśni Andersena i braci Grimm. Obejmuje osiem półgodzinnych historii, które były produkowane na VHS w latach 1990 i 1991.

## Fabuła
Olivia Newton-John wprowadza nas w świat magicznych baśni. W jej domu na strychu stoi wielka księga bajek. Często zaglądają do niej rodzeństwo – Kevin i Emily. Wraz z otwarciem księgi przenosimy się do niezwykłego świata magicznych opowieści.

## Obsada
- Olivia Newton-John jako ona sama (odc. 1-6)
- Elisabeth Harnois jako Emily (odc. 1-6)
- Jeremy Yablan jako Kevin (odc. 1-6)

### Role głosowe
- Kath Soucie jako Pluszowy Miś (odc. 1-8)
- Linda Purl jako Roszpunka (odc. 1)
- Dom DeLuise jako cesarz (odc. 2)
- Henry Gibson jako sir Buffoon (odc. 2)
- JoBeth Williams jako Bettina (odc. 5)
- Ed Begley Jr jako Bertram (odc. 5)
- Paul Williams jako Frogbrauten (odc. 8)
- George Newbern jako Cynowy Żołnierzyk (odc. 8)
- Megan Mullally jako Balerina (odc. 8)

## Spis odcinków
- 1. Roszpunka
- 2. Nowe szaty cesarza
- 3. Calineczka
- 4. Brzydkie kaczątko
- 5. Elfy i szewc
- 6. Rumpelstiltskin
- 7. Kot w butach
- 8. Dzielny ołowiany żołnierzyk

## Wersja polska

### Wersja lektorska VHS
Wersja z angielskim dubbingiem i polskim lektorem wydana na VHS pod nazwą Wiecznie ciekawe bajki
- Lektor: Janusz Szydłowski
- Dystrybutor: Hanna-Barbera Poland

Cztery kasety VHS składające się z dwóch historii:
- Czerwona VHS – (Brzydkie kaczątko; Rumpelstiltskin)[3]
- Niebieska VHS – (Calineczka; Elfy i szewc)[4]
- Fioletowa VHS – (Nowe szaty cesarza; Roszpunka)
- Różowa VHS – (Ołowiany żołnierzyk; Kot w butach)[5]